# Faulschlamm (Abwassertechnik)
Bei der Abwasserreinigung ist Faulschlamm durch Ausfaulen stabilisierter Klärschlamm und ein Abfallprodukt der Abwasserreinigung. Es ist eine Mischung aus etwa 95 bis 99 % Wasser und entsprechend 1 bis 5 % Feststoffen. Die Feststoffe sind etwa je zur Hälfte anorganisch und organisch, zum Beispiel Reste der Mikroorganismen der biologischen Abwasserreinigung (Belebtschlamm), oder Primärschlamm. Unter anaeroben Bedingungen, also ohne Sauerstoff, setzen Bakterien, in der letzten Phase Methanbakterien, den leicht faulenden Anteil der organischen Substanz des ursprünglichen Rohschlamms unter Bildung von Faulgas zu Faulschlamm um. Dabei wird etwa ein Drittel der vorhandenen Feststoffe in Gase überführt.
Das Faulgas enthält – wie Biogas – vorwiegend Methan (CH4) und Kohlendioxid (CO2) sowie geringe Anteile anderer Gase wie Schwefelwasserstoff (H2S). Solche Klär- oder Biogase werden zur Strom- und Wärmeerzeugung genutzt. Diese Art der konventionellen Behandlung von Klärschlamm findet in Faultürmen innerhalb größerer Kläranlagen statt.
In Deutschland werden stabilisierte Klärschlämme aus kommunalen Abwasserbehandlungsanlagen – nach strenger Kontrolle der Inhaltsstoffe und der Aufbringung gemäß Klärschlammverordnung (AbfKlärV) – als Stickstoff- und Phosphor-Dünger in der Landwirtschaft eingesetzt (56 % – nach DWA 2005), was zugleich auch die Bodenstruktur verbessert. Die restlichen Mengen werden überwiegend nach Entwässerung oder Trocknung verbrannt (> 35 %).